# Музыка драчёвых напильников
«Музыка драчёвых напильников» — дебютный альбом советской рок-группы «Ноль». Альбом записывался в течение года в ленинградской студии Андрея Тропилло. Вышел в формате магнитоальбома.

## Об альбоме
Дебютный альбом заметно отличается от последующих работ «Ноля» прежде всего своей стилистической близостью к западному постпанку, при этом баян Фёдора Чистякова, главный солирующий инструмент рок-группы, здесь ещё не выведен настолько сильно на передний план. Найдя окончательно свой стиль, «Ноль» вскоре оставит репертуар альбома, и лишь песня «Инвалид нулевой группы» будет постоянно играться группой на концертах.
Альбом записывался с осени 1985 года в ленинградском Доме юного техника, в студии Андрея Тропилло, который сам лично поначалу не принимал участия в записях. Участники группы в это время ещё учились в школе. Весной 1986 года один из основателей и соавторов первых песен бас-гитарист Толик Платонов покинул группу, на его место пришёл Дмитрий Гусаков, который продолжил запись альбома.
Альбом включён в книгу Александра Кушнира «100 магнитоальбомов советского рока».

## Список композиций
| №   | Название                             | Текст песни              | Музыка                   | Длительность |
| --- | ------------------------------------ | ------------------------ | ------------------------ | ------------ |
| 1.  | «Токката-фуга ре-минор» (*)          | инструментальная         | И. С. Бах                |              |
| 2.  | «Музыка драчевых напильников»        | Ф. Чистяков, А. Платонов | Ф. Чистяков              | 4:49         |
| 3.  | «Аборт»                              | Ф. Чистяков, А. Платонов | Ф. Чистяков, А.Николаев  |              |
| 4.  | «Мы идем пить квас»                  | Ф. Чистяков              | Ф. Чистяков              |              |
| 5.  | «Завтра будет тот же день»           | А. Николаев              | А. Николаев              |              |
| 6.  | «Московский вокзал»                  | А. Гущин                 | Ф. Чистяков, А.Николаев  |              |
| 7.  | «Мы будем тут»                       | А. Николаев              | Ф. Чистяков, А.Николаев  |              |
| 8.  | «Так только лучше („Игра в любовь“)» | Ф. Чистяков, Д. Рыбин    | Ф. Чистяков, Д. Рыбин    |              |
| 9.  | «Радиолюбитель»                      | Ф. Чистяков, А. Платонов | Ф. Чистяков, А. Платонов |              |
| 10. | «Инвалид нулевой группы»             | Ф. Чистяков              | Ф. Чистяков              |              |
| 11. | «Марш энтузиастов II»                | Ф. Чистяков              | Ф. Чистяков              |              |

(*) — Данная композиция появляется только на двухдисковом переиздании 2009 года от компании «Отделения Выход».

## Участники записи
- Федор Чистяков — вокал (2, 4, 10, 11), бэк-вокал, гитара, бас-гитара, баян, перкуссия (10);
- Алексей Николаев — ударные, гитара, вокал (3—5, 9), бэк-вокал (4,10);
- Анатолий Платонов — бас-гитара;
- Дмитрий Гусаков — бас-гитара;
- Денис Савин — гобой (8)
- Андрей Тропилло — звукорежиссёр (запись: ноябрь 1985 — май 1986)